# Vizitiul (constelație)
Vizitiul (în limbaj de specialitate Auriga) este o constelație de pe cerul boreal. Steaua ei cea mai luminoasă, Capella, are o magnitudine aparentă mai mică de 1m constituind un colț al cunoscutului asterism Hexagonul de Iarnă.

## Descriere și localizare

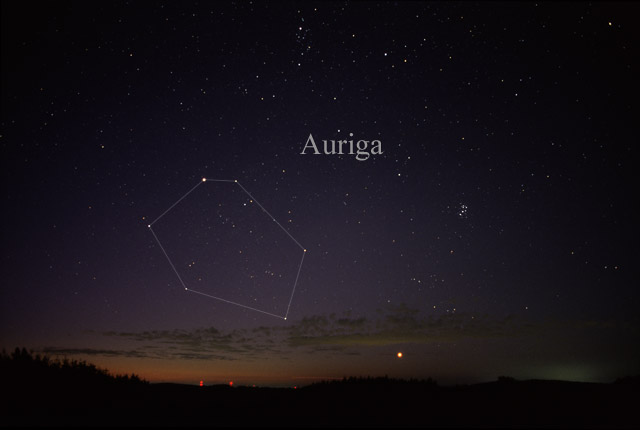
Constelația Vizitiul văzută cu ochiul liber. Pentru identificarea mai ușoară au fost trasate linii între stele.

## Istorie
Vizitiul face parte din cele 48 de constelații repertoriate de Ptolemeu în lucrarea sa Almageste.

## Mitologie
Această constelație reprezintă un om ducând pe spate o căpriță, urmat de doi sau trei iezi. Este posibil ca această denumire să-și aibă obârșia la babilonieni care o denumeau  Rubiki (căruța). Grecii o asimilaseră cu Erichtonius ? / Erehteu?, erou atenian care ar fi inventat căruța cu patru cai.

## Stele principale

### Capella (αAurigae)
Steaua cea mai luminoasă din constelația Vizitiul, Capella (α Aur), este o stea gigantă galbenă, de magnitudine aparentă 0,08 și a șasea cea mai strălucitoare stea de pe cer, steaua de primă magnitudine cea mai apropiată de polul nord ceresc.
Capella nu este foarte departe: la 42 de ani-lumină de noi, ea face parte dintre cele mai apropiate stele de Terra. Ceea ce o caracterizează  este faptul că este vorba despre o stea dublă, două stele galbene de tip spectral G, fiecare de câte 10 ori mai mari decât Soarele, două gigante separate de 0,6 u.a..
Numele său, Capella, semnifică, în latină „căpriță”, „capră” și este vorba despre capra pe care o duce vizitiul pe spate. În Mitologia greacă, ea este asimilată cu Amaltheia, capra divină care l-a alăptat pe Zeus.

## Obiecte cerești
Constelația Vizitiul mai conține și numeroase roiuri deschise: M36, M37, M 38, NGC 1893 și NGC 2281, nebuloasa de emisie IC 410.